# Rezervația naturală a lagunei Apoyo
Rezervația naturală a lagunei Apoyo este situată între departamentele Masaya și Granada, în Nicaragua. A fost declarată rezervație naturală în anul 1991 de către Ministerul Mediului și al Resurselor Naturale al statului Nicaragua. 